# Liste der Kulturdenkmale in Deuben (Freital)
Die Liste der Kulturdenkmale in Deuben enthält alle Kulturdenkmale des Freitaler Stadtteils Deuben. Die Anmerkungen sind zu beachten.
Diese Liste ist eine Teilliste der Liste der Kulturdenkmale in Freital.

## Legende
- Bild: Bild des Kulturdenkmals, ggf. zusätzlich mit einem Link zu weiteren Fotos des Kulturdenkmals im Medienarchiv Wikimedia Commons. Wenn man auf das Kamerasymbol klickt, können Fotos zu Kulturdenkmalen aus dieser Liste hochgeladen werden:
- Bezeichnung: Denkmalgeschützte Objekte und ggf. Bauwerksname des Kulturdenkmals
- Lage: Straßenname und Hausnummer oder Flurstücknummer des Kulturdenkmals. Die Grundsortierung der Liste erfolgt nach dieser Adresse. Der Link (Karte) führt zu verschiedenen Kartendiensten mit der Position des Kulturdenkmals. Fehlt dieser Link, wurden die Koordinaten noch nicht eingetragen. Sind diese bekannt, können sie über ein Tool mit einer Kartenansicht einfach nachgetragen werden. In dieser Kartenansicht sind Kulturdenkmale ohne Koordinaten mit einem roten bzw. orangen Marker dargestellt und können durch Verschieben auf die richtige Position in der Karte mit Koordinaten versehen werden. Kulturdenkmale ohne Bild sind an einem blauen bzw. roten Marker erkennbar.
- Datierung: Baubeginn, Fertigstellung, Datum der Erstnennung oder grobe zeitliche Einordnung entsprechend des Eintrags in der sächsischen Denkmaldatenbank
- Beschreibung: Kurzcharakteristik des Kulturdenkmals entsprechend des Eintrags in der sächsischen Denkmaldatenbank, ggf. ergänzt durch die dort nur selten veröffentlichten Erfassungstexte oder zusätzliche Informationen
- ID: Vom Landesamt für Denkmalpflege Sachsen vergebene, das Kulturdenkmal eindeutig identifizierende Objekt-Nummer. Der Link führt zum PDF-Denkmaldokument des Landesamtes für Denkmalpflege Sachsen. Bei ehemaligen Kulturdenkmalen können die Objektnummern unbekannt sein und deshalb fehlen bzw. die Links von aus der Datenbank entfernten Objektnummern ins Leere führen. Ein ggf. vorhandenes Icon  führt zu den Angaben des Kulturdenkmals bei Wikidata.

## Liste der Kulturdenkmale
| Bild           | Bezeichnung                                          | Lage                                          | Datierung | Beschreibung | ID       |
| -------------- | ---------------------------------------------------- | --------------------------------------------- | --- | --- | -------- |
|                | Edelstahlwerk                                        | Am Stahlwerk 1 (Karte)                        | 1950er Jahre | Stahlguss-Plastik; Zeugnis der früheren DDR-Auftragskunst | 08963898 |
| Weitere Bilder | Christuskirche; Deubener Kirche                      | An der Kirche (Karte)                         | 1868–1869 (Kirche); nach 1918 (Kriegerdenkmal); 1869/1871 (Orgel) | Kirche, davor Kriegerdenkmal; neugotische Saalkirche, einer der bedeutendsten sächsischen Kirchenbauten seiner Entstehungszeit, Architekt: August Pieper, baugeschichtlich und ortsgeschichtliche Bedeutung.                                                           | 08963850 |
|                | Wohnhaus                                             | An der Weißeritz 13 (Karte)                   | nach 1900 | Wohnhaus in offener Bebauung; architektonisch und städtebaulich wertvoll | 08963839 |
|                | Wohnhaus                                             | An der Weißeritz 15 (Karte)                   | nach 1900 | Wohnhaus in offener Bebauung; architektonisch und städtebaulich wertvoll | 08963840 |
|                | Wohnhaus                                             | An der Weißeritz 17 (Karte)                   | nach 1900 | Wohnhaus in offener Bebauung; architektonisch und städtebaulich wertvoll | 08963841 |
|                | Wohnhaus                                             | An der Weißeritz 19, 21, 23 (Karte)           | nach 1900 | Wohnhaus in offener Bebauung; späthistoristischer Klinkerbau, städtebaulich wertvoll | 08963842 |
|                | Villa                                                | Bergstraße 14 (Karte)                         | um 1900 | Villa; baugeschichtliche Bedeutung | 08964026 |
|                | Wohnhaus                                             | Brückenstraße 1 (Karte)                       | wahrscheinlich 1899 | Wohnhaus in Ecklage; Bestandteil einer späthistoristischen Häuserzeile von städtebaulichem und baugeschichtlichem Wert | 08963837 |
|                | Doppelwohnhaus                                       | Dresdner Straße 178; 180 (Karte)              | um 1900 | Doppel-Wohnhaus in halboffener Bebauung; mit gut erhaltenem Renaissancedekor, baugeschichtliche Bedeutung und bildprägend | 08963819 |
|                | Wohn- und Geschäftshaus                              | Dresdner Straße 190 (Karte)                   | um 1900 | Wohn- und Geschäftshaus in halboffener Bebauung; Bestandteil einer bildprägenden und städtebaulich markanten Häuserzeile, als Einheit mit Nr. 192 zu sehen | 08963832 |
|                | Wohn- und Geschäftshaus                              | Dresdner Straße 192 (Karte)                   | um 1900 | Wohn- und Geschäftshaus in geschlossener Bebauung; Bestandteil einer bildprägenden und städtebaulich markanten Häuserzeile | 08963831 |
|                | Wohn- und Geschäftshaus                              | Dresdner Straße 194 (Karte)                   | um 1900 | Wohn- und Geschäftshaus in geschlossener Bebauung; Bestandteil einer bildprägenden und städtebaulich markanten Häuserzeile | 08963830 |
|                | Wohn- und Geschäftshaus                              | Dresdner Straße 196 (Karte)                   | nach 1900 | Wohn- und Geschäftshaus in geschlossener Bebauung, weitgehend im ursprünglichen Aussehen erhalten; Bestandteil einer bildprägenden und städtebaulich markanten Häuserzeile                                                                                             | 08963829 |
|                | Wohn- und Geschäftshaus                              | Dresdner Straße 198 (Karte)                   | nach 1900 | Wohn- und Geschäftshaus in geschlossener Bebauung; Bestandteil einer bildprägenden und städtebaulich markanten Häuserzeile | 08963828 |
|                | Wohn- und Geschäftshaus                              | Dresdner Straße 200 (Karte)                   | nach 1900 | Wohn- und Geschäftshaus in halboffener Bebauung; Bestandteil einer bildprägenden und städtebaulich markanten Häuserzeile | 08963827 |
|                | Wohnhaus                                             | Dresdner Straße 211 (Karte)                   | um 1900 | Wohnhaus in Ecklage und in offener Bebauung; u. a. baugeschichtliche Bedeutung | 08963817 |
|                | Rathaus Deuben                                       | Dresdner Straße 212 (Karte)                   | um 1900 | Ehemaliges Rathaus; architektonische und ortshistorische Relevanz | 08963821 |
|                | Wohn- und Geschäftshaus                              | Dresdner Straße 227 (Karte)                   | bez. 1902 (2. OG rechts) | Wohn- und Geschäftshaus in geschlossener Bebauung; baugeschichtliche Bedeutung | 08963826 |
|                | Wohnhaus                                             | Dresdner Straße 233 (Karte)                   | um 1910 | Wohnhaus in geschlossener Bebauung; baugeschichtlich Relevanz | 08963824 |
|                | Wohnhaus                                             | Dresdner Straße 236 (Karte)                   | um 1900 | Wohnhaus in geschlossener Bebauung; trotz Veränderungen bildprägend und baugeschichtlich relevant | 08963854 |
|                | Gedenkplatte                                         | Dresdner Straße 237 (Karte)                   | um 1960 | Gedenkplatte (Relief): „Erbaut durch die Mithilfe im nationalen Aufbauwerk 1958–1959“ | 09301442 |
|                | Wohn- und Geschäftshaus                              | Dresdner Straße 239 (Karte)                   | nach 1910 | Wohn- und Geschäftshaus (Doppelwohnhaus mit Lange Straße 1) in Ecklage und geschlossener Bebauung; architektonische und städtebauliche Relevanz, zusammen mit Lange Straße 1 (ID-Nr. 08963823)                                                                         | 08963822 |
|                | Wohnhaus                                             | Dresdner Straße 244 (Karte)                   | um 1903 | Wohnhaus in halboffener Bebauung; baugeschichtliche Bedeutung, bildprägend | 08963855 |
|                | Garküche (ehem.)                                     | Dresdner Straße 251 (Karte)                   | um 1860 | Wohnhaus in halboffener Bebauung; ehemals Garküche, ortshistorische Bedeutung | 08960526 |
|                | Wohnhaus                                             | Dresdner Straße 277 (Karte)                   | um 1903 | Wohnhaus in offener Bebauung; baugeschichtliche Bedeutung | 08963856 |
|                | Wohnhaus                                             | Dresdner Straße 279 (Karte)                   | nach 1900 | Wohnhaus in halboffener Bebauung; baugeschichtliche Bedeutung, städtebaulicher Akzent | 08963857 |
|                | Wohnhaus                                             | Dresdner Straße 283 (Karte)                   | nach 1900 | Wohnhaus in Ecklage und halboffener Bebauung; baugeschichtliche Bedeutung, städtebaulicher Akzent | 08963858 |
| Weitere Bilder | Goetheplatz (ehem. König-Albert-Park); Albertdenkmal | Goetheplatz (Karte)                           | nach 1902 (Stadtplatz); 1902 (Denkmal) | Stadtplatz mit Denkmal; Wegesystem mit geschwungener Wegeführung, Solitärbäume und Baumgruppen, Teich mit Fontäne, König-Albert-Denkmal; von gartenkünstlerischer Bedeutung                                                                                            | 08963852 |
|                | Wohnhaus                                             | Goetheplatz 17 (Karte)                        | bez. 1910 (Giebel) | Wohnhaus; baugeschichtliche und städtebauliche Bedeutung | 08963853 |
|                | Mietvilla                                            | Hohe Lehne 25 (Karte)                         | um 1900 | Mietvilla; u. a. baugeschichtliche Bedeutung | 08963752 |
|                | Mietshaus                                            | Jägerstraße 1 (Karte)                         | nach 1900 | Mietshaus in offener Bebauung; u. a. baugeschichtliche Bedeutung | 08963843 |
| Weitere Bilder | Kath. Pfarrei St. Joachim                            | Johannisstraße 2 (Karte)                      | 1895 | Kath. Pfarramt mit Einfriedung; bau- und ortshistorisch von Interesse | 08963973 |
|                | Wohnhaus                                             | Johannisstraße 6 (Karte)                      | Ende 19. Jahrhundert | Wohnhaus in offener Bebauung; baugeschichtlicher Bedeutung | 08963972 |
|                | Wohnhaus                                             | Krönertstraße 4 (Karte)                       | um 1903 | Wohnhaus in offener Bebauung; mit bemerkenswerter Jugendstilfassade, baugeschichtliche Bedeutung | 08963859 |
|                | Wohnhaus                                             | Krönertstraße 8 (Karte)                       | um 1903 | Wohnhaus in halboffener Bebauung; baugeschichtliche Bedeutung | 08963860 |
|                | Wohnhaus                                             | Krönertstraße 10 (Karte)                      | um 1903 | Wohnhaus in Ecklage und halboffener Bebauung; baugeschichtliche Bedeutung | 08963861 |
|                | Wohnhaus                                             | Krönertstraße 15 (Karte)                      | nach 1900 | Wohnhaus in halboffener Bebauung; baugeschichtliche Bedeutung | 08963865 |
|                | Wohnhaus                                             | Krönertstraße 17 (Karte)                      | nach 1900 | Wohnhaus in halboffener Bebauung; baugeschichtliche Bedeutung | 08963864 |
|                | Wohnhaus                                             | Krönertstraße 20 (Karte)                      | 1903/1905 | Wohnhaus in geschlossener Bebauung; baugeschichtliche Bedeutung | 08963862 |
|                | Wohnhaus                                             | Krönertstraße 22 (Karte)                      | 1903/1905 | Wohnhaus in halboffener Bebauung; baugeschichtliche Bedeutung | 08963863 |
|                | Schule                                               | Krönertstraße 25 (Karte)                      | bez. 1906/1907 (Mittelachse) | Schule; bau- und ortsgeschichtliche Bedeutung | 08963844 |
|                | Wohn- und Geschäftshaus                              | Lange Straße 1 (Karte)                        | nach 1910 | Wohn- und Geschäftshaus (Doppelwohnhaus mit Dresdner Straße 239) in geschlossener Bebauung; baugeschichtliche und städtebauliche Relevanz, zusammen mit Dresdner Straße 239 (ID-Nr. 08963822)                                                                          | 08963823 |
|                | Wohnhaus                                             | Lange Straße 6 (Karte)                        | 1903 | Wohnhaus in offener Bebauung; u. a. baugeschichtliche Bedeutung | 08963851 |
|                | Diakonat                                             | Lange Straße 13 (Karte)                       | 1897 | Ehemaliges Diakonat; Kontext zur Christuskirche, orts- und bauhistorische Relevanz | 08964016 |
|                | Ehem. Stadtbad                                       | Lange Straße 19 (Karte)                       | um 1900 | Ehemaliges Stadtbad im neobarocken Stil; orts- und baugeschichtliche Bedeutung | 08960516 |
|                | Wohnhaus                                             | Lange Straße 21 (Karte)                       | 1901 | Wohnhaus in offener Bebauung; baugeschichtliche und städtebauliche Relevanz | 08963849 |
|                | Mietvilla                                            | Leßkestraße 1 (Karte)                         | vermutl. 1896 zusammen mit dem Elektrizitätswerk | Mietvilla, ehemals Verwaltungsgebäude des Elektrizitätswerks für den Plauenschen Grund (vgl. ID-Nr. 09303631 - kein Denkmal mehr, 2012/2013 abgerissen); u. a. baugeschichtlich von Bedeutung                                                                          | 08963816 |
|                | Villa                                                | Leßkestraße 3 (Karte)                         | um 1900 | Villa; u. a. baugeschichtliche Bedeutung | 08963815 |
| Weitere Bilder | Egermühle; Deubener Mühle (ehem.)                    | Mühlenstraße 10, 12 (Karte)                   | 2. H. 19. Jh. (Fabrikantenvilla); 1893 (Weizenmühle mit ehemaliger Bäckerei); 1895 (Speicher- und Roggenmühlengebäude, Mittelbau); bez. 1906 (Verwaltung und Verkauf); bez. 1916/17 (Speicher- und Roggenmühlengebäude) | Gebäudeensemble der früheren Egermühle; architektonisch wertvoll, städtebauliche und geschichtliche Bedeutung. | 08963895 |
|                | Pfarrhaus                                            | Pestalozzistraße 6 (Karte)                    | 2. Hälfte 19. Jh. | Pfarrhaus; bau- und ortshistorische Relevanz | 08963936 |
|                | Weißeritz-Mühlgraben                                 | Poisentalstraße; Roseggerstraße; Mühlenstraße | 15. Jh. (Mühlgraben) | Mühlgraben mit zwei Wehren; Gesamtanlage des von mehreren anliegenden Produktionsstätten (insbesondere Egermühle, Lederfabrik und Papierfabrik) genutzter künstlich angelegter Wasserlauf, besondere stadtentwicklungsgeschichtliche Bedeutung für Dresden und Freital | 08963896 |
|                | Wohnhaus                                             | Poisentalstraße 8 (Karte)                     | nach 1900 | Wohnhaus in Ecklage; an bildprägender Stelle, städtebauliche und baugeschichtliche Relevanz | 08963838 |
|                | Wohnhaus                                             | Poisentalstraße 9 (Karte)                     | 1899 | Wohnhaus in geschlossener Bebauung; Bestandteil einer späthistoristischen Häuserzeile von städtebaulichem und baugeschichtlichem Wert | 08963836 |
|                | Wohnhaus                                             | Poisentalstraße 11 (Karte)                    | wahrscheinlich 1899 | Wohnhaus in geschlossener Bebauung; Bestandteil einer späthistoristischen Häuserzeile von städtebaulichem und baugeschichtlichem Wert | 08963835 |
|                | Wohnhaus                                             | Poisentalstraße 13 (Karte)                    | wahrscheinlich 1899 | Wohnhaus in geschlossener Bebauung; Bestandteil einer späthistoristischen Häuserzeile von baugeschichtlichem und städtebaulichem Wert | 08963834 |
|                | Deutsche Eiche (ehem.)                               | Poisentalstraße 15 (Karte)                    | wahrscheinlich 1899 | Wohnhaus in Ecklage, mit Gaststätte gebaut; Bestandteil einer späthistoristischen Häuserzeile von baugeschichtlichem städtebaulichem Wert | 08963833 |
|                | Wohnhaus                                             | Poisentalstraße 25 (Karte)                    | 1894/95 | Wohnhaus in offener Bebauung; baugeschichtlich relevant und straßenbildprägend | 08963971 |
|                | Wohnhaus                                             | Poststraße 2 (Karte)                          | um 1905 | Wohnhaus in offener Bebauung; mit Jugendstileinflüssen, architektonisch wertvoll | 08964027 |
|                | Wohnhaus                                             | Schillerstraße 7 (Karte)                      | um 1900 | Wohnhaus in offener Bebauung; baugeschichtlich relevant | 08963970 |
|                | Wohnhaus                                             | Schillerstraße 9 (Karte)                      | um 1900 | Wohnhaus in offener Bebauung; baugeschichtlich relevant | 08963969 |
|                | Wohnhaus                                             | Schillerstraße 10 (Karte)                     | um 1900 | Wohnhaus in offener Bebauung; baugeschichtlich relevant | 08963968 |
|                | Gedenktafel                                          | Südstraße 20 (Karte)                          | nach 1945 (VdN/OdF) | Gedenktafel an den jüdischen Sozialdemokraten Kurt Heilbut | 08963751 |
|                | Mietvilla                                            | Wehrstraße 20 (Karte)                         | nach 1900 | Mietvilla; stattlicher Putzbau, baugeschichtlich relevant | 08963846 |
|                | Mietvilla                                            | Wehrstraße 27 (Karte)                         | nach 1900 | Mietvilla; baugeschichtlich relevant | 08963845 |

## Ehemalige Kulturdenkmale
| Bild           | Bezeichnung                                         | Lage                                        | Datierung                 | Beschreibung | ID       |
| -------------- | --------------------------------------------------- | ------------------------------------------- | ------------------------- | --- | -------- |
|                | Elektrizitätswerk für den Plauenschen Grund (ehem.) | Dresdner Straße 215, Leßkestraße 10 (Karte) | 1922–1924 (Kesselhaus II) | Ehemaliges Kesselhaus II des Elektrizitätswerkes für den Plauenschen Grund, Formensprache von Reformstil und Neoklassizismus; baugeschichtlich, stadtentwicklungs- und versorgungsgeschichtlich von Bedeutung. Abriss 2012/2013. |          |
| Weitere Bilder | Lederfabrik                                         | Poisentalstraße 19; 21 (Karte)              | 1909                      | Ehemalige Lederfabrik; technikgeschichtliche und ortsgeschichtliche Bedeutung sowie städtebauliche Relevanz. Abriss im September 2019.                                                                                           | 08963894 |

## Ausführliche Denkmaltexte
1. ↑  
Die neugotische ev. Christuskirche, 1868/69 nach den Plänen August Piepers errichtet, ist eine Saalkirche aus Bruchstein-Polygonalmauerwerk mit Sandsteingliederung, mit eingezogenem Südchor (innen mit Netzgewölbe) und hohem, dominantem Seitenturm mit steilem Helm und Ecktürmchen. Die Nordfassade mit seitlichen Treppentürmen, offener Vorhalle und großem, prägenden Spitzbogenfenster prägt das Straßenbild; im Innern unter offenem Dachstuhl hölzerne eingeschossige Emporen, darauf die zierliche, farbig gefasste Ständerkonstruktion des Dachstuhls (vermutlich von der 1945 zerstörten Dresdner Englischen Kirche des John Piers Saint Aubyn beeinflusst). Taufkapelle, Patronatsloge von Burgk, Kreuzgewölbe mit figurativen Schlusssteinen, Jehmlich-Orgel von 1869/71 mit neugotischem Prospekt, umgebaut 1937; einer der bedeutendsten sächsischen Kirchenbauten seiner Entstehungszeit (LfD/2012).
2. ↑  
Bedeutender Industriemühlenkomplex an einem seit dem 15. Jh. für diese Funktion bekannten Standort mit hofartiger Anordnung, Gestaltung in unterschiedlicher historisierender Formensprache. 1465 erstmals urkundlich erwähnt, seit ca. 1600 im Besitz der Familie Johne, 1747 wurde die Mühle massiver gestaltet und eine Branntweinbrennerei eingerichtet, 1846 kaufte der Kammerrat Karl Friedrich August Freiherr Dathe von Burgk das Mühlengrundstück von den Johneschen Erben, eine mit der Mahlmühle verbundene Ölmühle und die Branntweinbrennerei wurden 1855 stillgelegt, dafür eine Schneidemühle und eine Knochenstampfe errichtet. 1876 kaufte Kommerzienrat Heinrich Richard Eger das Mühlengrundstück und baute die Lohmühle zur Handelsmühle aus. 1879 errichtete man eine Brotbäckerei und ersetzte 1892 einen Teil der alten Wasserräder durch eine Turbine. 1893 wurde das alte Mühlengebäude abgebrochen und das neue fünfstöckige Gebäude der Weizenmühle errichtet. Die mühlentechnische Einrichtung lieferte die Mühlenbaufirma Gebr. Seck in Dresden. 1895 wurden ein neuer größerer Speicher und eine Roggenmühle (jetziger Verbindungsbau) aufgeführt. 1906 errichtete man ein Verwaltungsgebäude mit Einzelverkauf  sowie Werkswohnungen und Stallungen. Die architektonische Gesamtdurchbildung der heutigen Anlage stammt von dem Dresdner Hochschulprofessor Martin Dülfer, der bauliche Maßnahmen von 1904-1916 durchführte. 

Ehem. Weizenmühle mit Bäckerei: Tafel am Gebäude „Christian Gottlieb Johne Anno Christi 1747“ (Spolie) und weitere Tafel „Neu erbaut von Heinr. Richard Eger 1893 u. 1895“, langgestreckter Baukörper über rechteckigem Grundriss, 4 und 5 Geschosse mit Treppenturm, Gliederung durch backsteinsichtige Lisenen, verzierte Zugankerköpfe, durchgehende Gurtgesimse in Höhe der Sohlbänke, Gebäude saniert und umgenutzt.
Kontorgebäude: bez. 1906, langgestrecktes Gebäude über unregelmäßigem Grundriss entlang der Mühlenstraße, als Putzbau zwei- und teils dreigeschossig aufgeführt, Jugendstileinflüsse erkennbar, Hauptgesims mit stilisierten Zinnen, Segmentbogenfenster, im EG vergittert (Kunstschmiedearbeit), Eingangsbereich durch Runderker betont, Biberschwanz-Doppeldeckung, Freisäulen (gemauert) am Eingangstor, Gebäude saniert und umgenutzt. 

Speicher- und Roggenmühlengebäude: bez. 1916/17, langgestrecktes Hauptgebäude entlang der Lessingstraße über rechteckigem Grundriss, als viergeschossiger Ziegel-Putzbau mit Drempel aufgeführt, durch backsteinsichtige Lisenen gegliedert, durchgehende Gurtgesimse im Bereich der Fenstersohlbänke, Renaissance-Elemente erkennbar, Hauptgesims mit Zinnen, flache Fensterbögen, unter den Zinnen auch Rundbögen, Turm  etwas vorspringend, Hofseite mit neoklassizistischen Anklängen, galerieartiger Umgang am Siloturm mit Uhr, aufwändig gestaltet, Uhr bekrönt (verziertes Kupferdach mit Hahn-Figur), umlaufender Fries unter der Galerie, Zahnschnitt suggerierend, Zugankerköpfe der Roggenmühle verziert. 

Fabrikantenvilla (Mühlenstraße 12): zweigeschossiger Putzbau über unregelmäßigem Grundriss, Anbau an der Westseite, Sockel Polygonalmauerwerk, Erdgeschoss mit Korbbogenfenstern, Obergeschoss Hochrechteckfenster mit Gewänden, z. T. als Zwillingsfenster ausgebildet, Seitenrisalite, jeweils von Dreiecksgiebel abgeschlossen und durch Pilaster gegliedert, im Erdgeschoss durchlaufendes Gesims in Höhe der Fensterkämpfer, profilierte Holzfenster noch alt (Galgenfenster), Walmdach (gegliederte Dachlandschaft), Dachgaupe mittig, klassizistische Einflüsse klar erkennbar. 
Der Komplex wurde nach 2000 umfassend denkmalgerecht saniert und ist jetzt zu Wohnzwecken umgenutzt. Die Gebäudegruppe ist architektur- und technikhistorisch bedeutend, zeichnet sich aus durch die herausragende Gestaltungsqualität des Martin Dülfer und ist eine der städtebaulichen und ortsbildprägenden Kernbauten Freitals (LfD/2012).